# Gerhard Claas
Gerhard Claas (* 31. August 1928 in Wetter (Ruhr); † 21. März 1988 in Lodi, USA) war ein deutschamerikanischer Baptistenpastor und von 1980 bis zu seinem Tod Generalsekretär des Baptistischen Weltbundes.

## Leben
Gerhard Claas entstammte einem baptistischen Elternhaus. Seine Eltern, der Schlosser Ernst Claas und Anna, geborene Schroeder, gehörten zur Evangelisch-Freikirchlichen Gemeinde Volmarstein-Grundschöttel. Dort ließ er sich auch als 15-Jähriger taufen. Von 1940 bis Dezember 1944 besuchte Claas das Städtische Gymnasium für Jungen in Wetter. Anfang 1944 wurde er als Flakhelfer eingezogen. Seine schulische Ausbildung, die er erst nach dem Zweiten Weltkrieg fortsetzen konnte, schloss er 1948 an der Höheren Handelsschule in Hagen ab. Ursprünglich beabsichtigte Claas, in eine kaufmännische Ausbildung einzutreten, erhielt aber durch die Begegnung mit einem lutherischen Geistlichen den entscheidenden Impuls, sich dem Studium der Evangelischen Theologie zuzuwenden. Um dieses Studium vorzubereiten, absolvierte er ein einjähriges Praktikum als Gemeindehelfer in der Evangelisch-Freikirchlichen Gemeinde Düsseldorf (Luisenstraße).
Zum Wintersemester 1949 immatrikulierte sich Gerhard Claas am Theologischen Seminar des Bundes Evangelisch-Freikirchlicher Gemeinden, das damals seinen Standort in Hamburg-Horn hatte. 1951 ging er für ein zweisemestriges Austauschstudium an das Baptist Theological Seminary in Rüschlikon / Schweiz. Sein theologisches Examen legte er 1953 in Hamburg-Horn ab. Das Thema seiner Abschlussarbeit lautete: Das Verhältnis von Reich Gottes und Gemeinde in der neueren Theologie.
Im Anschluss an sein Studium berief die bereits erwähnte Gemeinde Düsseldorf Claas zu ihrem Seelsorger. Seine Anerkennung als Pastor des BEFG erfolgte nach der üblichen dreijährigen Probezeit (Vikariat) im Jahr 1956. Nebenamtlich erteilte er in dieser Zeit auch evangelischen Religionsunterricht an einem Düsseldorfer Gymnasium. Am 1. Januar 1959 wechselte er in den Dienst als Bundesjugendwart und Leiter des Gemeindejugendwerks mit Sitz in Hamburg-Horn. Nach einem weiteren Gemeindedienst in der ältesten deutschen Baptistengemeinde Hamburg, Grindelallee (1964 bis 1967) wurde Gerhard Claas 1967 als Nachfolger von Rudolf Thaut zum Direktor des Bundes Evangelisch-Freikirchlicher Gemeinden mit Amtssitz in Bad Homburg berufen. Im Anschluss daran war Claas ab 1976 Generalsekretär der Europäisch-Baptistischen Föderation (damaliger Sitz: Hamburg-Schnelsen).
Am 10. Juli 1980 wählte der in Toronto tagende Kongress des Baptistische Weltbundes Gerhard Claas zu seinem Generalsekretär. Während seiner achtjährigen Dienstzeit engagierte er sich insbesondere für die Situation von Christen hinter dem sogenannten Eisernen Vorhang. Sein Nachfolger im Amt wurde Denton Lotz.
Am 21. März 1988 fiel Gerhard Claas während einer Dienstreise einem Verkehrsunfall zum Opfer. Er hinterließ seine Ehefrau Irmgard, geborene Saffran, sowie drei Kinder. Eine der Töchter des Ehepaars Claas, Pastorin Regina Claas, war von 2003 bis 2013 Generalsekretärin des größten deutschen Baptistenbundes.

## Würdigungen
Am 9. August 1974 erhielt Gerhard Claas als Anerkennung für seinen Versöhnungsdienst zwischen den Völkern von der Divinity Ouachita Baptist University (Arkadelphia / Arkansas) die Ehrendoktorwürde. Ein weiteres Ehrendoktorat wurde ihm am 19. Mai 1985 durch das Divinity Alderson Broaddus College (Philippi / West Virginia) verliehen.
Zum Gedenken an den tödlichen verunglückten BWA-Generalsekretär gründete 1991 der Bund Evangelisch-Freikirchlicher Gemeinden in Deutschland den Gerhard-Claas-Studienfonds. Im Jahr 2006 übernahm die Gerhard-Claas-Stiftung die Aufgaben des ehemaligen Fonds. Sie wurde am 25. April desselben Jahres durch das Innenministerium des Landes Brandenburg anerkannt. Zweck der Stiftung, die ihren Sitz in Elstal hat, „ist die Förderung der Erforschung und Kenntnis des deutschen, europäischen und weltweiten Baptismus und die Aus- und Weiterbildung baptistischer Theologen.“

## Schriften (Auswahl)
- Missionarische Arbeit, Kassel 1961.
- Pastor in der Oncken-Gemeinde, in: Festschrift. 150 Jahre Oncken-Gemeinde. 1834 – 1984 (Hrsg. Harald Becker, Dieter Kroll, Erhard Rockel), Hamburg 1984, S. 77 ff.
- Soviet Evangelicals Since World War II (Co-Autor), 2007, ISBN 1-55635-259-X.